# 摩洛哥国家图书馆
摩洛哥王國国家图书馆（阿拉伯语：‎）成立於1924年，是摩洛哥的國家圖書館，位於首都拉巴特，並在得土安有一座分館。
原名摩洛哥綜合圖書館與檔案保存處（法語：Bibliothèque Générale and Bibliothèque Générale et Archives），2003年更為現名；該圖書館原來的構想是專門收藏西方伊斯蘭教方面的研究資料，為滿足大眾需求，亦收藏人文科學和公共關係方面的資科。據1990年估計，總館藏量約有600,000冊，期刊4,450種及手稿39,000種。

## 外部連結
- Official site （页面存档备份，存于）
- VIAF. Bibliothèque générale et archives du Maroc （页面存档备份，存于）